# Захаров, Пётр Фёдорович (футболист)
Пётр Фёдорович Захаров (7 января 1925, Баклуши, Саратовская губерния — 3 августа 2017, Калининград) — советский футболист, вратарь, тренер.

## Биография
Первая команда мастеров — «Динамо» Саратов. В 1948 году был в составе ленинградского «Динамо», за которое в конце августа — начале сентября провёл три матча в чемпионате СССР, где пропустил восемь голов. В следующем году был в «Спартаке» Ленинград. После разрыва крестообразных связок колена выступал в командах КФК — «Локомотив» Петрозаводск (1950), калининградских «Дзержинце» (1951), «Динамо» (1951—1952), «Красной Звезде» (1953—1954).
1 ноября 1954 года в качестве играющего тренера возглавил основанную летом команду «Пищевик» Калининград.
Стоял у истоков образования ДЮСШ «Балтика» и СДЮСШОР-5 по футболу. Работал в «Балтике» тренером (1958—1959, 1961, 1963—1966, 1970, 1974), начальником команды (1974—1975), старшим тренером (1974).
Тренер команд «Спартак» Брест (1962), Бишкека, Светлого, Янтарного.
Скончался в августе 2017 года в возрасте 92 лет.